# Clizia (nome)
Clizia  è un nome proprio di persona italiano femminile.

## Varianti
- Maschili: Clizio

### Varianti in altre lingue
- Greco antico: Κλυτιη (Klytie, Klytië)[1], Κλυτια (Klytia)[1]
  - Maschili: Κλυτιος (Klytios)
- Latino: Clytia[1]

## Origine e diffusione

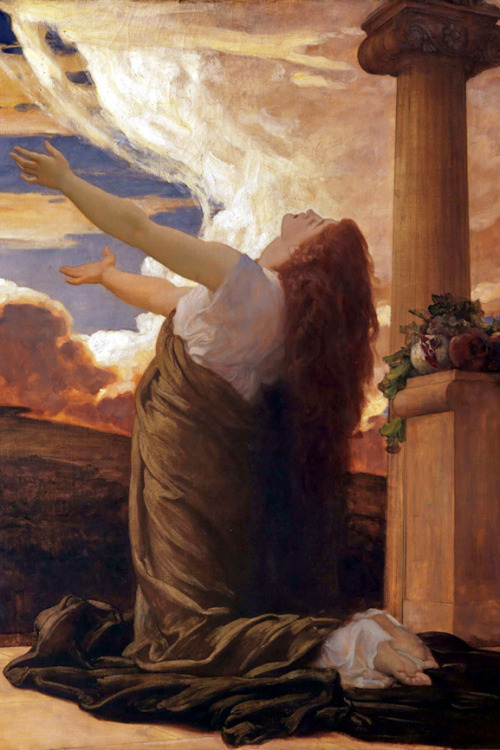
Clizia, di Frederic Leighton

Deriva dal nome greco Κλυτια (Klytia), femminile di Κλυτιος (Klytios); si basa sul termine κλυτος (klytos), "famoso", "illustre", "nobile", e ha quindi significato analogo ai nomi Berta, Shohreh, Aneirin, Nabil e Clelia.
È un nome di tradizione classica, portato nella mitologia greca da Clizia, la ninfa innamorata del sole (Apollo o Elio) e non ricambiata e che si trasformò in eliotropio, il fiore che - secondo la tradizione - segue inclinandosi gli spostamenti del sole. Da lei prende il nome 73 Klytia, un asteroide della fascia principale. 
"Clizia", secondo alcune tradizioni, è anche il nome della regina della Lidia, moglie prima di Candaule e poi di Gige, citata da Erodoto nelle sue Storie.

## Onomastico
L'onomastico viene festeggiato il 1º novembre, festa di Tutti i Santi, poiché non esistono sante con questo nome che è quindi adespota.

## Persone
- Clizia Fornasier, attrice italiana
- Clizia Gurrado, scrittrice italiana
- Clizia Miceli, cestista italiana

## Il nome nelle arti
- Clizia è un personaggio dell'omonima commedia di Machiavelli del 1526.
- Clizia è il nome della figura femminile nella raccolta di poesie Le occasioni (1939) di Eugenio Montale, che riveste un ruolo e una funzione allegorica analoga a quella di Beatrice per Dante.
- Clizia è la protagonista del film del 1986 Sposerò Simon Le Bon, diretto da Carlo Cotti.

## Curiosità
- Kleitias o Klitias è il nome del vasaio che ha modellato il cosiddetto Vaso François rinvenuto nell'omonima tomba etrusca a Chiusi e conservato presso il Museo archeologico nazionale di Firenze.